# Línea D3 (Bus Guadalajara)
La D3 es una línea a demanda llamada DEMANDA 3 de la ciudad de Guadalajara (España). Es operada por la empresa ALSA.
Realiza el recorrido comprendido entre Estación de Renfe hasta el Polígono Industrial Henares y regresando nuevamente a Estación de Renfe. Tiene una frecuencia que es a la demanda, es decir que aunque posee unos horarios para poder hacer uso de la línea se debe llamar al teléfono 900 813 338 al menos con 30 minutos de antelación.

## Recorrido Ida
- C/ Francisco Aritio (RENFE)
- C/ Francisco Aritio (c/Salvador Embid)
- Carretera Marchamalo (Después Crta. Fontanar)
- Carretera Marchamalo (Avda. Cristóbal Colón)
- Avenida Cristóbal Colón n.º 302
- Avenida Cristóbal Colón (c/Nuñez de Balboa)
- C/ Nunneaton

## Recorrido Vuelta
- C/ Nunneaton
- C/ Nunneaton (antes c/ Franciso Pizarro)
- C/ Francisco Pizarro (Hotel)
- Avenida Cristóbal Colón
- Carretera Marchamalo n.º 29 (Viveros)
- Carretera Marchamalo (antes Crta. Fontanar)
- C/ Francisco Aritio (después c/ Salvador Embid)
- C/ Francisco Aritio (RENFE)

## Horarios
- Lunes a viernes (Laborables 1 de enero al 31 de julio y 1 de septiembre al 31 de diciembre) Ida

```
| 5:20 | 5:50 | 6:50 | 7:50 | 8:50 | 10:50 | 12:50 | 14:50 | 16:50
```

- Sábados (También del 1 de agosto al 31 de agosto) Ida

```
| 5:20 | 5:50 | 6:50 | 7:50 | 12:50
```

- Lunes a viernes (Laborables 1 de enero al 31 de julio y 1 de septiembre al 31 de diciembre) Vuelta

```
| 5:35 | 6:05 | 7:05 | 8:05 | 9:05 | 11:05 | 13:05 | 15:05 | 17:05
```

- Sábados (También del 1 de agosto al 31 de agosto) Vuelta

```
| 5:35 | 6:05 | 7:05 | 8:05 | 13:05
```

- Domingos y festivos

```
| Sin Servicio
```